# Refugiados de cibercafé

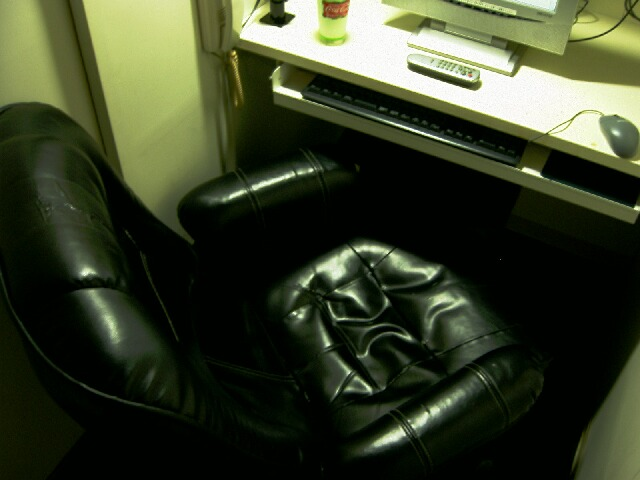
Cubículo em um cibercafé

Refugiados de cibercafé (ネットカフェ難民, netto kafe nanmin), também conhecidos como ciber-refugiados (サイバーホームレス, saibā hōmuresu), são uma categoria de pessoas em condição de rua no Japão as quais não têm ou alugam uma residência (assim, não tendo endereço fixo) e dormem em cibercafés 24-horas ou em cafés-mangás. Embora tais cafés originalmente apenas provessem serviços de internet, muitos têm expandido seus serviços para também incluir alimentação, bebidas e chuveiros. O termo foi cunhado em 2007 pela Nippon News Network em seu documentário NNN Document. Apresenta-se a tendência de que cada vez mais pessoas utilizam os cibercafés como suas casas. A definição mutável da indústria reflete, em partes, o lado obscuro da economia japonesa, no qual a precarização vem sendo percebida desde a queda da economia nacional que perdurou por décadas.

## Prevalência
Um estudo do governo japonês estimou que mais de 5400 pessoas têm passado ao menos metade de suas semanas permanecendo em cibercafés. Foi alegado que esse fenômeno é parte da desigualdade econômica crescente no Japão, onde historicamente se pôde propagar justamente o inverso, socialmente.
A perspectiva da antropologia cultural sugere que refugiados de ciberfaré constituem um dos fenômenos que surgem em meio à Década Perdida japonesa, associada com a explosão da Bolha de 1989 e com o triplo desastre de 2011, dos quais restou um senso de longo prazo de "precariedade". Junto a outras crises recentes como a dos freeters e dos empregos irregulares, o fenômeno pode ser exemplificador de uma insegurança coletiva e falta de esperança compartilhada entre a sociedade japonesa contemporânea.
Dados de 2020 estimam que ao menos 15.000 pessoas passavam a noite em cibercafés de Tóquio, à época. A vasta maioria desse contingente é de homens jovens. Muitos refugiados de cibercafé pertencem à classe trabalhadora urbana, levados à uma forma instável de residência pelos altos cultos de vida em meio às dificuldades econômicas de longo prazo no Japão.
O fechamento dos cibercafés durante a pandemia de COVID-19 no Japão tornaram o problema mais evidente. A cobertura midiária ente o fenômeno dos refugiados de cibercafé apontou que a característica 24-horas desses estabelecimentos estivera originalmente voltada ao uso corporativo e comercial, mas esses locais acabaram se tornando abrigos para pessoas em situação de vulnerabilidade nas áreas urbanas, e seu fechamento as levou à condição de rua, ainda mais literalmente.

## Economia

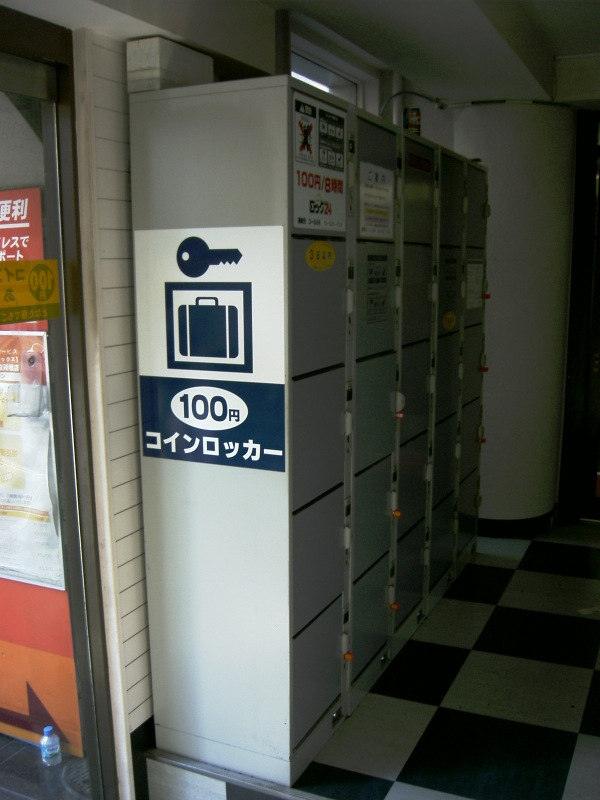
Um armário de moedas no Japão, de uso precificado em 100 iênes por dia

De acordo com o questionário do governo japonês, as pessoas em carência de lar permanecendo em cibercafés têm pouco interesse em mangá ou internet, e estão - em vez disso - utilizando esses espaços devido ao baixo preço relativo a outros locais, como hotéis, hotéis-cápsula, hostels, ou quaisquer outras opções que não dormir nas ruas. Foi também estimado que cerca de metade dessas pessoas não têm um emprego, enquanto a outra metade trabalha em empregos temporários mal remunerados, com pagamentos de cerca de 100.000 iênes por mês - abaixo do necessário para que se possa alugar um apartamento e custear o próprio transporte em uma cidade como Tóquio.
Enquanto cibercafés basicamente cobram por hora, muitos locais também promovem pacotes de estadia por noite com descontos. Os preços variam entre cidades, mas pacotes de 6 à 9 horas tipicamente custam por volta de 2.000 iênes. Em comparação a hotéis-cápsula e dormitórios ou hotéis, o preço relativamente barato exercido por cibercafés os tornou em opção atrativa. Embora não sejam considerados oficialmente como instalações de estadia ou alojamento, suas funções análogas a hostels vêm sobrepondo seus propósitos primeiros (serviço de internet e mangás). Uma franquia de cibercafés denominada "Net Maru" exemplifica essa mudança de paradigma de toda a indústria, ao passo em que seu nome é a composição das palavras "net" (ネット, netto) e "permanecer" (泊まる, tomaru).

## Instalações
Alguns cibercafés oferecem chuveiros gratuitos e vendem roupas de baixo e outros itens pessoais, habilitando seu uso similar ao de um hotel ou hostel. Muitos locais oferecem variedades de refrigerantes e sopas no lounge, bem como outros vendem uma grande variedade de itens alimentícios com qualidade de restaurante, que poderiam ser vendidos em restaurantes convencionais japoneses.
A partir de preços distintos, cibercafés oferecem tipos de assento distintos. Podem variar desde cadeiras comuns, cadeiras reclináveis em cabines, e cadeiras retas em cabines. Além de pacotes noturnos e acomodações, isso implica que a indústria está expandindo de acordo com a constante demanda de ciber-refugiados. Em suma, a indústria está se movendo de sua intenção original e tentando atrair consumidores de baixo orçamento, disputando com hotéis e hostels.

## Ciber-refugiados
Outra palavra para refugiados de cibercafé é ciber-refugiado (tradução livre do inglês para "cyber-homeless"), baseando-se em tradução livre de uma palavra japonesa feita ao inglês. Tipicamente, o ciber-refugiado é desempregado ou subempregado e não pode arcar com um aluguel mesmo em apartamentos mais baratos, sendo esse um custo que seria maior que o custo mensal relativo a uma cabine em um cibercafé. O ciber-refugiado pode até mesmo utilizar o endereço do cibercafé em resumos curriculares quando em busca por empregos, visando esconder sua forma atual de acomodação.
A taxa de cerca de 1.400 à 2.400 iênes por noite – na qual se pode incluir refrigerantes de graça, TV,  mangás e acesso à internet – é inferior à cobrada por hotéis-cápsula. Alguns ciber-refugiados também são freeters. Em suma, o baixo rendimento proveniente do trabalho instável enquanto freeter obstaculiza a estadia em formas tradicionais de residência e leva aos cibercafés, contrariando a proposta inicial de que se sejam estadias temporárias.